# O Tannenbaum

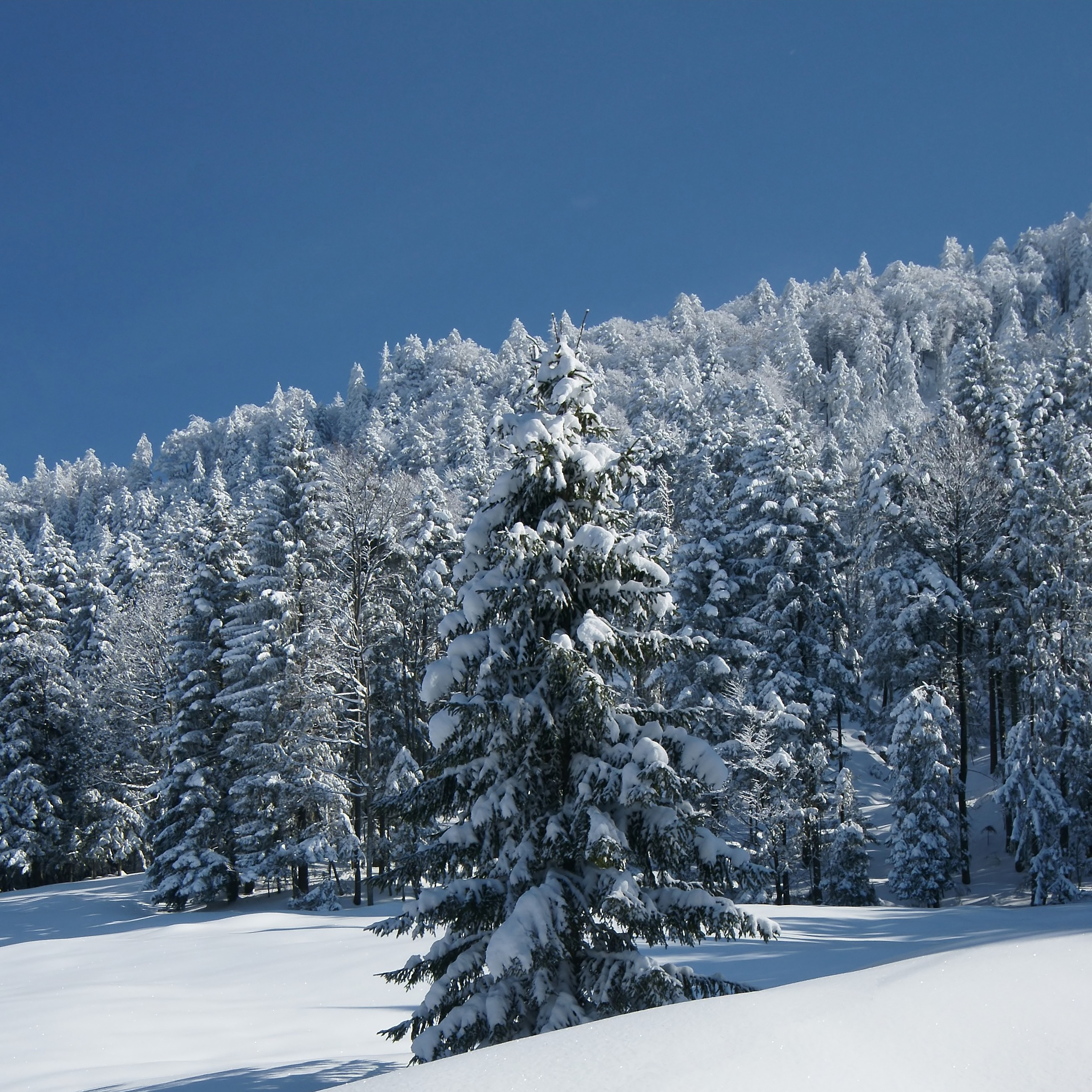
Abetos en inverno

O Tannenbaum ("Oh abeto", en alemán) es uno de los villancicos alemanes más conocidos.

## Historia
O Tannenbaum se remonta a una canción del siglo XVI, que fue incorporada por Melchior Franck en un Quodlibet y que a comienzos del siglo XIX se difundió como una canción popular en Silesia. Ludwig Erk y Franz Magnus Böhme indican en Deutschen Liederhort una fuente más antigua con la canción Es hing ein Stallknecht seinen Zaum. En esta canción ya se contenía entre 1550 y 1580 la siguiente estrofa:
O Tanne, du bist ein edler Zweig,
Du grünest Winter und die liebe Sommerzeit
Wenn alle Bäume dürre sein
So grünest du, edles Tannenbäumelein
Sobre este mismo patrón vuelve la canción popular O Tannenbaum, du trägst ein’ grünen Zweig, que desde principios del siglo XIX se ha ido transmitiendo en Westfalia con la melodía que se conoce hoy.
Inspirándose en esta canción, Joachim August Zarnack (1777–1827) escribió en 1819 O Tannenbaum como una trágica canción de amor, en la que utiliza la firmeza del abeto como contraste simbólico a una amada infiel. Esta canción, en cuya segunda estrofa se canta «O Mägdelein, o Mägdelein, wie falsch ist dein Gemüte» («Oh pequeña dama, qué falsos son tus sentimientos»), puede encontrarse hoy en día en el Allgemeines Deutsches Kommersbuch (cancionero general alemán para estudiantes).
Se convirtió en un villancico cuando en 1824 Ernst Anschütz (1780–1861), profesor de Leipzig, añadió a la primera estrofa de Zarnack el segundo y el tercer versos que se conoce actualmente y que solo hacen referencia al árbol. Entretanto, se extendió la costumbre de utilizar abetos como árboles de Navidad. El segundo verso de la canción era originalmente «Wie treu sind deine Blätter» («Qué fieles son tus hojas»), puesto que la canción de amor representaba un contraste entre la fidelidad del árbol y la infidelidad de la amada. Al principio, permaneció igual en el villancico de Anschütz, pero en el siglo XX se conoció más con el verso «Wie grün sind deine Blätter» («Qué verdes son tus hojas»).
La melodía procede de una canción popular conocida desde el siglo XVI, que, entre otras, ya había aparecido antes de 1799 en Es lebe hoch der Zimmermannsgeselle (Viva el ayudante del carpintero) y que se hizo popular precisamente con la canción estudiantil Lauriger Horatius.
Debido a la popularidad de la canción y a la relativa sencillez de la melodía, se escribieron diversos textos para ella, como uno en 1918, tras la abdicación del emperador Guillermo II, una variación escolar sobre ella, o una versión que bromea con el miedo infantil hacia Papá Noel:  «O Tannenbaum … der Weihnachtsmann will Äpfel klau'n; er zieht sich die Pantoffeln an, damit er besser schleichen kann» («... Papá Noel quiere robar manzanas; se pone las zapatillas para que no se le oiga»).
Existen textos y versiones de este villancico en muchas otras lenguas, e incluso sin mencionar al árbol. Por ejemplo, la versión española más popular de este villancico está dedicada a la estrella que guio a los Reyes Magos ("Oh luz de Dios, estrella azul").
También existen ejemplos de uso de esta melodía en otras lenguas, ya sin ninguna referencia a la Navidad: una canción del movimiento obrero internacional llamada The Red Flag; el himno del estado norteamericano de Maryland, Maryland, My Maryland; el himno del Instituto y de la Universidad de Nankai (Tianjin, República Popular de China); y el himno del club de fútbol inglés FC Chelsea.

## Melodía
La canción a tres voces: